# جيريمي أوغدن
جيريمي أوغدن (بالإنجليزية: Jeremy Ogden)‏ هو لاعب اللاكروس أمريكي، ولد في 30 سبتمبر 1975 في دونينغتاون في الولايات المتحدة.